# قائمة الحركات الانفصالية النشطة في أوقيانوسيا
هذه هي قائمة الحركات الانفصالية الحالية النشطة في أوقيانوسيا. تشمل الانفصالية الانفصال النهائي وحق الحكم الذاتي. ينظر للحركات الانفصالية أو حركات منح حق الحكم الذاتي بأنها مثيرة للنزاع بين الحين والآخر. تتضمن هذه القائمة الحركات التي استوفت ثلاثة معايير هي:
- 1. أن تكون حركات نشطة، بأعضاء نشطين.
- 2. أن تكون حركات تطالب بمنح حكم ذاتي أكبر أو حق تقرير المصير لمنطقة جغرافية (وتعارض حكما ذاتيا خاصا).
- 3. أن تكون حركات موجودة منطقة صراع.

تكون في كل منطقة واحدة أو أكثر من ما يلي:
- دولة بحكم الأمر الواقع: مناطق بحكم ذاتي بحكم الأمر الواقع من الحكومة.
- دولة مقترحة: اسم مقترح لدولة ذات سيادة منشقة.
- منطقة مقترحة ذات حكم ذاتي: حركات تطالب بحكم ذاتي أكبر لمنطقة معينة لكن لا تطالب بالانفصال التام.
  - حكومة لديها حق الحكم الذاتي بحكم الأمر الواقع: حكومات لديها السيطرة على منطقة بفضل حق الحكم الذاتي بحكم الأمر الواقع.
  - حكومة في المنفى: حكومة مقرها خارج منطقتها في مكان آخر، مع أو بدون سيطرة.
  - حزب سياسي (أو أحزاب): أحزاب سياسية تشارك في نظام سياسي لاكتساب حق الحكم الذاتي أو الانفصال.
  - مجموعة أو مجموعات عسكرية: عبارة عن منظمات مسلحة
  - جماعة أو جماعات ضغط: منظمات غير محاربة، وهي كيانات ليست مشاركة سياسيا.
  - مجموعة أو مجموعات إثنية/إثنية دينية/عرقية/جهوية/دينية: حركات تنادي كل واحدة منها بتغيير أوضاع المجموعة التي تنادي إليها.

## أستراليا
أستراليا
- المجموعة العرقية: الأستراليون الأصليون
  - الدولة المقترحة: متعددة
  - المجموعات الضاغطة: سفارة خيمة الأبوريجيين، جمهورية موراواري
- المجموعة العرقية: سكان جزر مضيق توريس
  - الدولة المقترحة: جزر مضيق توريس[1][2][3]

 أستراليا الغربية
- المجموعة العرقية: متعددة
  - الدولة المقترحة: أستراليا الغربية

 جزيرة نورفولك
- المجموعة العرقية: سكان جزر نورفولك
  - الدولة المقترحة: جزر نورفولك

## تشيلي
- رابا نوي (جزيرة القيامة)[4][5]
  - المجموعة العرقية: رابا نوي

## فيجي
روتوما
- المجموعة العرقية: الروتومانيون
  - الدولة المقترحة: روتوما

## فرنسا
- بولينزيا الفرنسية
  - الحزب السياسي: تافيني هويراتيرا
- موريا
  - الدولة المقترحة: جمهورية هاو باكوموتو[6]
- كاليدونيا الجديدة
  - جبهة التحرير الوطنية الاشتراكية لكاناك (الاتحاد الكاليدوني، حزب تحرير كاناك)، التحرير الاشتراكي لكاناك، حزب العمال، اتحاد لجان التضامن الموالية للاستقلال، الاتحاد الكاليدوني للتجديد
  - الدولة المقترحة: كاناكي

## إندونيسيا
آتشيه
- الدولة المقترحة:  جمهورية آتشيه
  - منظمة عسكرية: حركة آتشيه الحرة (وقعت اتفاق سلام مع الحكومة الإندونيسية في 2005، والآن هي حركة مدنية، لا يزال هناك مساندون لانفصال آتشيه)

كاليمنتان
- الدولة المقترحة:  كاليمنتان بورنيو أو  ماليزيا[7][8][9][10]

مالوكو الجنوبية
- الدولة المقترحة:  مالوكو الجنوبية
  - حكومة في المنفى: جمهورية مالوكو الجنوبية (عضو في منظمة الأمم والشعوب غير الممثلة)
  - جماعة ضغط: جبهة سيادة مالوكو

ميناهاسا
- الدولة المقترحة: ميناهاسا

بابوا الغربية
- الدولة المقترحة:  جمهورية بابوا الغربية
  - منظمة عسكرية: حركة بابوا الحرة

رياو
- الدولة المقترحة:  رياو

## كيريباتي
- جزيرة بانابا[13]

## بابوا غينيا الجديدة
- بوغانفيل (عضو في منظمة الأمم والشعوب غير الممثلة)
  - حزب سياسي: جيش بوغانفيل الثوري[14]
- بوغانفيل ومملكة بابالا وميكاموي التوأم[15]
  - مجموعة سياسية: حكومة تالوث بوغانفيل

## نيوزيلاندا
- جزر كوك
  - الدولة المقترحة: مملكة جزر كوك ذات السيادة
  - في خطوة أولى من قبل رجل سياسي ينتمي إلى جزر كوك يدعى أريكي، نظر هذا الأخير إلى كل من الوضع السابق لجزر كوك كمحمية بريطانية ووضعها الحالي كدولة مرتبطة بنيوزيلاندا بأنهما غير شرعيين. وأراد إعادة تشكيل جزر كوك كدولة ذات سيادة مستقلة عن كل من المملكة المتحدة ونيوزيلاندا.[16]
- شعب الماوري
  - الأحزاب السياسية: حزب الماوري، حزب مانا
  - الدولة المقترحة: جمهورية نيوزيلندا
- الجزيرة الجنوبية
  - الأحزاب السياسية: حزب الجزيرة الجنوبية، حزب نيومونستير
  - جماعات ضغط: اقطع الحبل، الجزيرة الجنوبية أولا، مشروع استقلال زيلانديا
  - منظمة عسكرية: جيش تحرير نيومونستير[17]
  - الدولة المقترحة: نيومونستير، سوثزيلاندا
  - منطقة مقترحة ذاتية الحكم: مقاطعة نيومونستير

## الولايات المتحدة
هاواي
- المجموعة العرقية: الهاوائيون الأصليون
  - جماعات ضغط: منظمة الوطن هاواي، مكتب الشؤون الهاوائية

(هدف هذه المنظمات وحركة سيادة هاواي هو إنشاء دولة مستقلة للهاوائيين الأصليين داخل ولاية هاواي تتساوى في الشعوب الأمريكية الأصلية)

## فانواتو
- ماليكولا
  - الدولة المقترحة: نماكيوتي
- الجزر الشمالية
  - الدولة المقترحة: اتحاد ناغرياميل